# Улица Вахтанга Горгасали (Тбилиси)
Улица Вахтанга Горгасали (груз. გორგასლის ქუჩა) — улица в Тбилиси, в районе Ортачала, проходит от моста Метехи до шоссе Марнеули, частично вдоль берега реки Куры.

## История
Из этой местности начинались дороги, ведущие в Армению и Азербайджан. Сюда приходили караваны из Эривани.
В начале XIX века сюда из центра города стали перемещать мастерские и кустарные предприятия. Здесь также находился крупные караван-сарай Тамамшева (построен в 1835) и Халатова (1858, имел три этажа, 365 комнат и несколько купольных залов). 
Ширина улицы достигала 8-9 м.
Открыта в 1850 году. В память этого события на стену одного из домов на улице была помещена доска с надписью «Воронцовская улица открыта в 1850 году во время наместничества Его сиятельства князя Михаила Семёновича Воронцова». Полностью закончена в 1851 году. На плане города 1876 года на месте нынешней улицы указаны две — Воронцова и Эриванская.
В 1922 году улица была переименована в Коммунальную, в 1930-х годах получила имя Александра Мясникова (по плану Тифлиса 1934 года), а в 1958 году — имя Вахтанга I Горгасали.
В 1929 году наводнение размыло фундамент караван-сарая.
Сохранилась застройка конца XIX — начала XX века.

## Достопримечательности

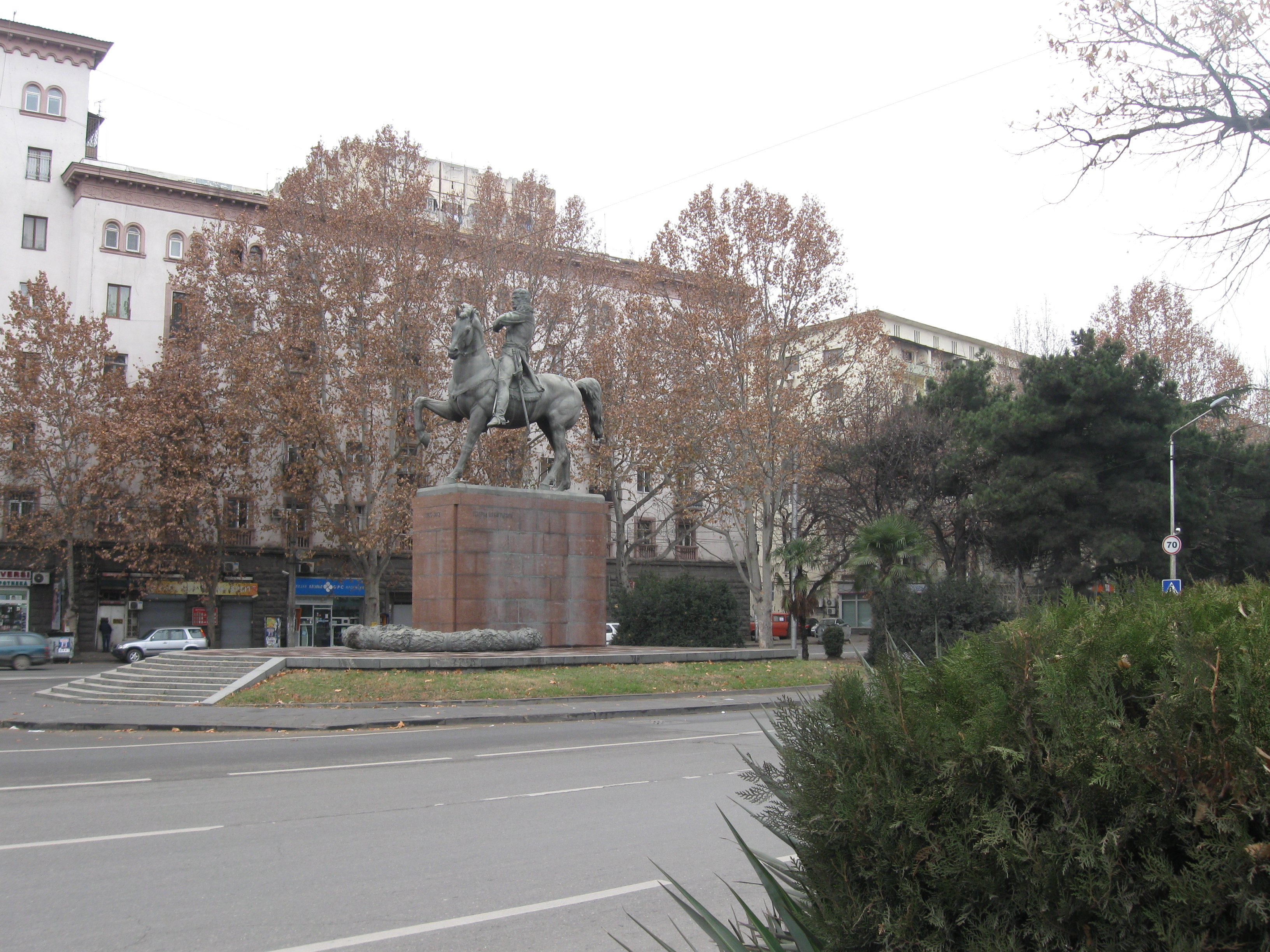
Памятник Петру Багратиону

- д. 1 — Тбилисский государственный азербайджанский драматический театр
- д. 17 — Музей грузино-азербайджанской культуры имени Мирзы Фатали Ахундова
- Монумент 300 арагвинских героев
- Памятник Петру Багратиону (1985, скульптор Мераб Мерабишвили)[3].